# ألفونس دس فرانسوا رينارد
ألفونس دس فرانسوا رينارد هو عالم معادن ‏ وأستاذ جامعي وجيولوجي بلجيكي، ولد في 27 سبتمبر 1842 في رنز في بلجيكا، وتوفي في 9 يوليو 1903 في بروكسل في بلجيكا.